# Gino Brito
Pour les articles homonymes, voir Brito.
Luigi Acocella (né le 18 mai 1941 à Montréal) est un catcheur et promoteur de catch canadien. Il est le fils du catcheur et promoteur Jack Britton. Au cours de sa carrière, il remporte de nombreux titres au Canada seul ou en équipe avec Tony Parisi (en). Il fait aussi des passages à la World Wide Wrestling Federation / World Wrestling Federation et remporte le championnat du monde par équipes de la WWWF avec Parisi ainsi que le championnat international poids lourd de la WWF. Il est aussi un des cofondateurs de la fédération Lutte Internationale.

## Carrière de catcheur

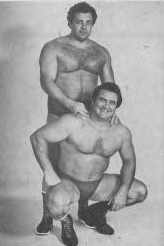
Tony Parisi et Gino Brito, 1983.

Le père de Luigi Acocella est un catcheur et promoteur de catch qui organise des combats de catcheurs nains connu sous le nom de Jack Britton. C'est son père qui l'entraîne avec George Cannon. Durant cette période, il travaille pour son père comme chauffeur quand il envoie des catcheurs nains lutter dans d'autres fédérations. Cela permet au jeune Acocella de se faire connaitre auprès des promoteurs. 
Acocella commence sa carrière à Detroit en 1958 sous le nom de Gino Brito, un nom qu'il choisit pour se différencier de son père. Il lutte dans diverses fédérations aux États-Unis et au Québec et fait souvent équipe avec Tony Parisi (en),. En 1963, il travaille dans le Tennessee à Gulas Wrestling Entreprise, Inc. sous le nom de Gino Calza et fait équipe avec Tony Parisi qui prend le nom de Tony Calza. Ils remportent le 9 avril championnat par équipes du Sud de la National Wrestling Alliance (NWA) après leur victoire face aux Medics (Masked Medic #1 et Masked Medic #2),. Leur règne prend fin le 13 mai après leur défaite face à Karl et Skull Von Stroheim. 
Dans les années 1970, il travaille souvent au Québec. Il entraîne son jeune voisin Adolfo Bresciano en 1970 qui va prendre le nom de Dino Bravo. Il lutte aussi dans les provinces maritimes à l'Eastern Sports Association et y détient le championnat poids lourd d'Amérique du Nord de la National Wrestling Alliance (NWA) du 26 septembre 1971 et perd ce titre le lendemain. 

## Palmarès
- Eastern Sports Association
  - 1 fois champion poids lourd d'Amérique du Nord de la National Wrestling Alliance (NWA) (version Maritimes)[9]
- Grand Prix Wrestling
  - 2 fois champion par équipes de la Grand Prix avec Dino Bravo[10]
- Gulas Wrestling Entreprise, Inc.
  - 1 fois champion par équipes du Sud de la National Wrestling Alliance (NWA) sous le nom de Gino Calza avec Tony Calza (en)[11]
- Lutte Internationale
  - 5 fois champion par équipes international avec Rick McGraw puis avec Tony Parisi (en) (4 fois)[12]
- World Wide Wrestling Federation / World Wrestling Federation (WWWF / WWF)
  - 1 fois champion du monde par équipes de la WWWF sous le nom de Louis Cerdan avec Tony Parisi (en)[13]
  - 1 fois champion international poids lourd de la WWF[14]